# Wernher von Quistorp
Wernher von Quistorp (* 29. Dezember 1856 auf Gut Crenzow, Kreis Greifswald; † 23. Juli 1908 ebenda) war ein deutscher Gutsbesitzer und  Politiker in Preußen. Er war der Großvater und Namensgeber des Raumfahrtpioniers Wernher von Braun.

## Familie

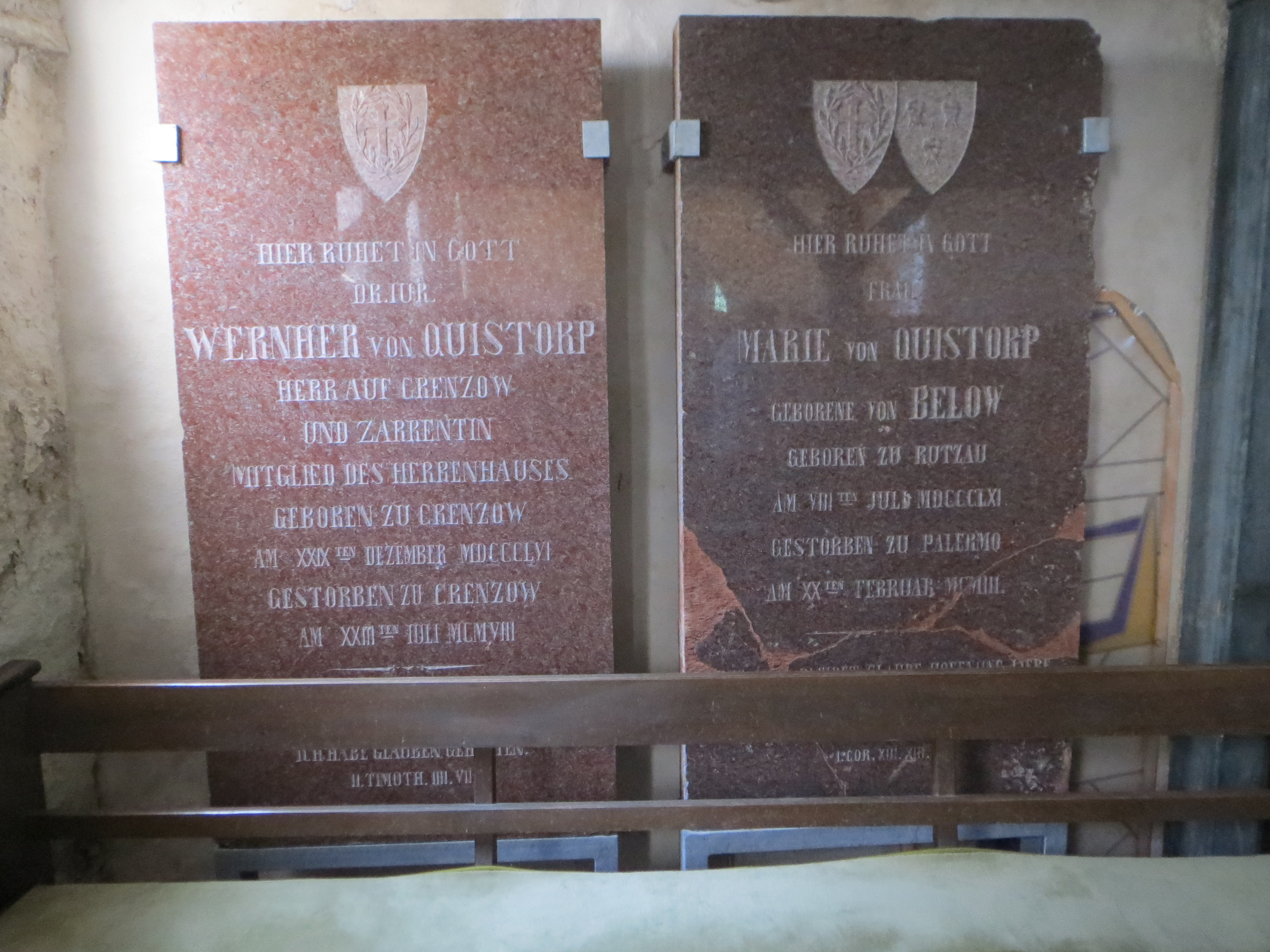
Grabsteine von Wernher und Marie von Quistorp, heute in der Kirche von Rubkow aufgerichtet

Die Quistorps waren im 17. und 18. Jahrhundert eine Gelehrtenfamilie in Rostock und Greifswald. Dr. phil. Johann Quistorp aus dem mittleren Ast Greifswald wurde 1782 in den Reichsadelsstand erhoben. Wernher war der Sohn des Gutsbesitzers August von Quistorp (1822–1877), Gutsherr auf Crenzow und Zarrentin (beide heute Ortsteile von Rubkow, Landkreis Vorpommern-Greifswald), Bauer und Wehrland (beide heute Ortsteile von Zemitz, Landkreis Vorpommern-Greifswald), und der Emmy Flügge (1831–1901).
Quistorp heiratete am 21. Mai 1885 auf Gut Klanin (Westpreußen) Marie von Below (* 8. Juli 1861 auf Gut Rutzau, Landkreis Putzig, Pommerellen; † 20. Februar 1903 in Palermo, Sizilien), Tochter des Gustav von Below (1821–1871), Besitzers der Güter Rutzau und Schlatau, und dessen Ehefrau Eleonore Melitta Behrend.
Die gemeinsame Tochter Emmy kam am 3. November 1886 auf Gut Crenzow zur Welt († 27. Dezember 1959 in München). Emmy von Quistorp heiratete am 12. Juli 1910 den Gutsbesitzer und späteren Reichsminister Magnus Freiherrn von Braun. Beide waren die Eltern des Raketentechnikers Wernher Freiherrn von Braun. Am 13. August 1892 wurde auf Gut Crenzow der gemeinsame Sohn Alexander von Quistorp geboren. Dessen Tochter Maria Luise (* 10. Juni 1928 in Berlin) wiederum war mit ihrem Cousin Wernher von Braun verheiratet.

## Leben
Wernher von Quistorp war am Gymnasium in Treptow a. R.  Dann begann er an der Georg-August-Universität und der Rheinischen Friedrich-Wilhelms-Universität Rechts- und Staatswissenschaften zu studieren. Er wurde im Corps Saxonia Göttingen (1877) und im Corps Borussia Bonn (1878) recipiert. Als Inaktiver wechselte er an die Friedrich-Wilhelms-Universität zu Berlin. Nach den Examen trat er in den preußischen Staatsdienst; er widmete sich jedoch bald ausschließlich der Bewirtschaftung seines Ritterguts. Er war Rittmeister, Gutsherr auf Crenzow und Zarrentin und Ehrenritter des Johanniterordens.
Er war von 1894 bis 1905 Abgeordneter des Preußischen Abgeordnetenhauses für den Wahlkreis Grimmen-Greifswald. Im Jahre 1904 wurde er auf Präsentation des alten und des befestigten Grundbesitzes im Landschaftsbezirk Neuvorpommern und Rügen in das Preußische Herrenhaus berufen. Er war Mitglied des Kreistages, des Bezirksausschusses und der Landwirtschaftskammer. Darüber hinaus war er Vorsitzender der Pommerschen Landesgenossenschaftskasse und des Anklamer Ein- und Verkaufsvereins.